# Ivana od Urgella
Gospa Ivana (katalonski: Joana; šp.: Juana) (Villanueva de Sigena, 1415. – 1455.) bila je španjolska plemkinja Urgella te grofica supruga nekoliko mjesta.

## Biografija
Ivana je rođena u Villanuevi de Sigeni 1415. godine.
Njezin je otac bio grof Jakov II. od Urgella, a majka Jakovljeva supruga, infanta Izabela Aragonska, grofica Urgella.
1435. Ivana se po prvi put udala, i to za grofa Ivana I. od Foixa. Par nije imao djece.
1445. Ivana se udala za Ivana Ramóna Folcha III. (9. siječnja 1418. – 18. lipnja 1486.) te su dobili troje djece:
- Jakov
- Ivan Ramón Folch IV.
- Katarina (Catalina)

Ivana je umrla 1455.